# William Henry Vanderbilt

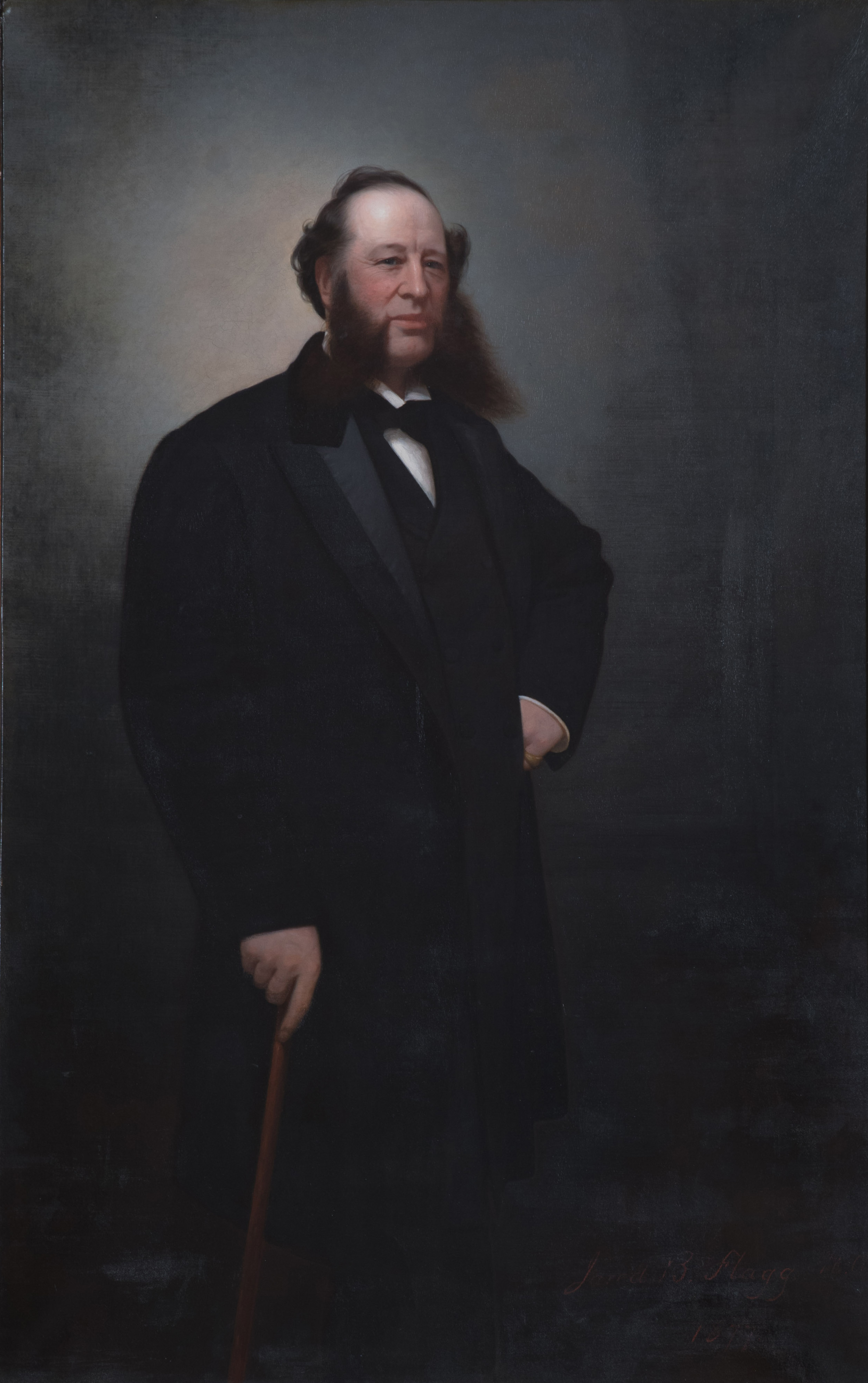
William Henry Vanderbilt, Öl auf Leinwand, um 1870

Wohnhaus William Henry Vanderbilt, 5th Avenue, New York, Blick von der 51st Street nach Norden

William Henry Vanderbilt (* 8. Mai 1821 in New Brunswick (New Jersey); † 8. Dezember 1885 in New York City) war ein US-amerikanischer Eisenbahn-Tycoon und Unternehmer. Er war Erbe des berühmten Vanderbilt-Familien-Imperiums.

## Leben und Wirken
William Henry Vanderbilt (genannt „Billy“) war der älteste Sohn unter den zwölf Kindern des Eisenbahn-Tycoon Cornelius Vanderbilt (1794–1877), genannt The Commodore, und seiner Ehefrau Sophia Johnson (1795–1868).
William Vanderbilts unternehmerische Ausbildung wurde von seinem Vater sorgfältig geplant und überwacht. Im Alter von 18 Jahren arbeitete er zunächst in einem New Yorker Bankhaus. Nach dem Eintritt in den Vorstand der Staten Island Railway wurde er 1862 zu deren Präsidenten und drei Jahre später zum Vizepräsidenten der Hudson River Railroad. 1869 wurde er Vizepräsident der New York Central and Hudson River Railroad Company, 1877 ihr Präsident. In diesem Jahr, als Cornelius Vanderbilt starb, übernahm William Henry Vanderbilt als Präsident die New York Central Railroad, die Lake Shore and Michigan Southern Railway, die Canada Southern Railway und die Michigan Central Railroad.
Sein Vermögen soll 194 Millionen US-Dollar betragen haben. Umgerechnet in heutige Kaufkraft entsprach das im Jahr 2008, nach Berechnungen des Forbes Magazin, einem Wert von 231,6 Milliarden US-Dollar.

## Ehe und Nachkommen

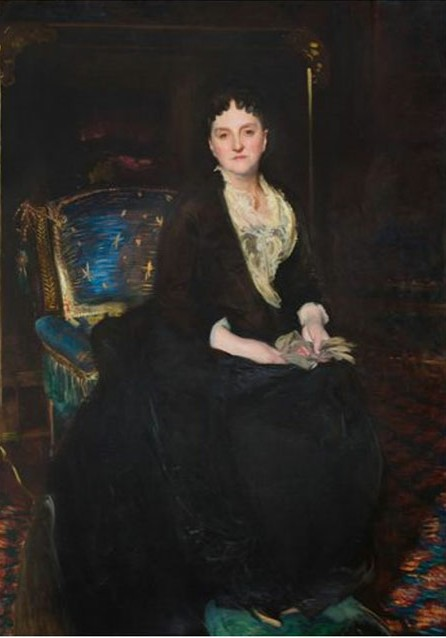
John Singer Sargent: Mrs William Henry Vanderbilt, Öl auf Leinwand, 1888

Im Jahre 1841 heiratete er in New York City Maria Louisa Kissam (1821–1896).
Aus der gemeinsamen Verbindung gingen neun Kinder hervor:
- Cornelius Vanderbilt II. (1843–1899) ⚭ 1867 Alice Claypoole Gwynne (1845–1934)
- Margaret Louisa Vanderbilt (1845–1924) ⚭ 1868 Elliott Fitch Shepard (1833–1893)
- Allen (1846–1858)
- William Kissam Vanderbilt (1849–1920)

⚭ 1875–1895 Alva Erskine Smith (1853–1933)
⚭ 1903 Ann Rutherford Sands Harriman (1861–1940)
- Emily Thorn Vanderbilt (1852–1946)

⚭ 1872 William Douglas Sloane (1844–1915)
⚭ 1920 Henry White (1850–1927)
- Florence Adele Vanderbilt (1854–1952) ⚭ 1877 Hamilton McKown Twombly (1849–1910)
- Frederick William Vanderbilt (1856–1938) ⚭ 1878 Louise Holmes Anthony Torrance (1844–1926)
- Eliza Osgood Vanderbilt (1860–1936) ⚭ 1881 William Seward Webb (1851–1926)
- George Washington Vanderbilt II. (1862–1914) ⚭ 1898 Edith Stuyvesant Dresser (1873–1958)

## Unternehmen

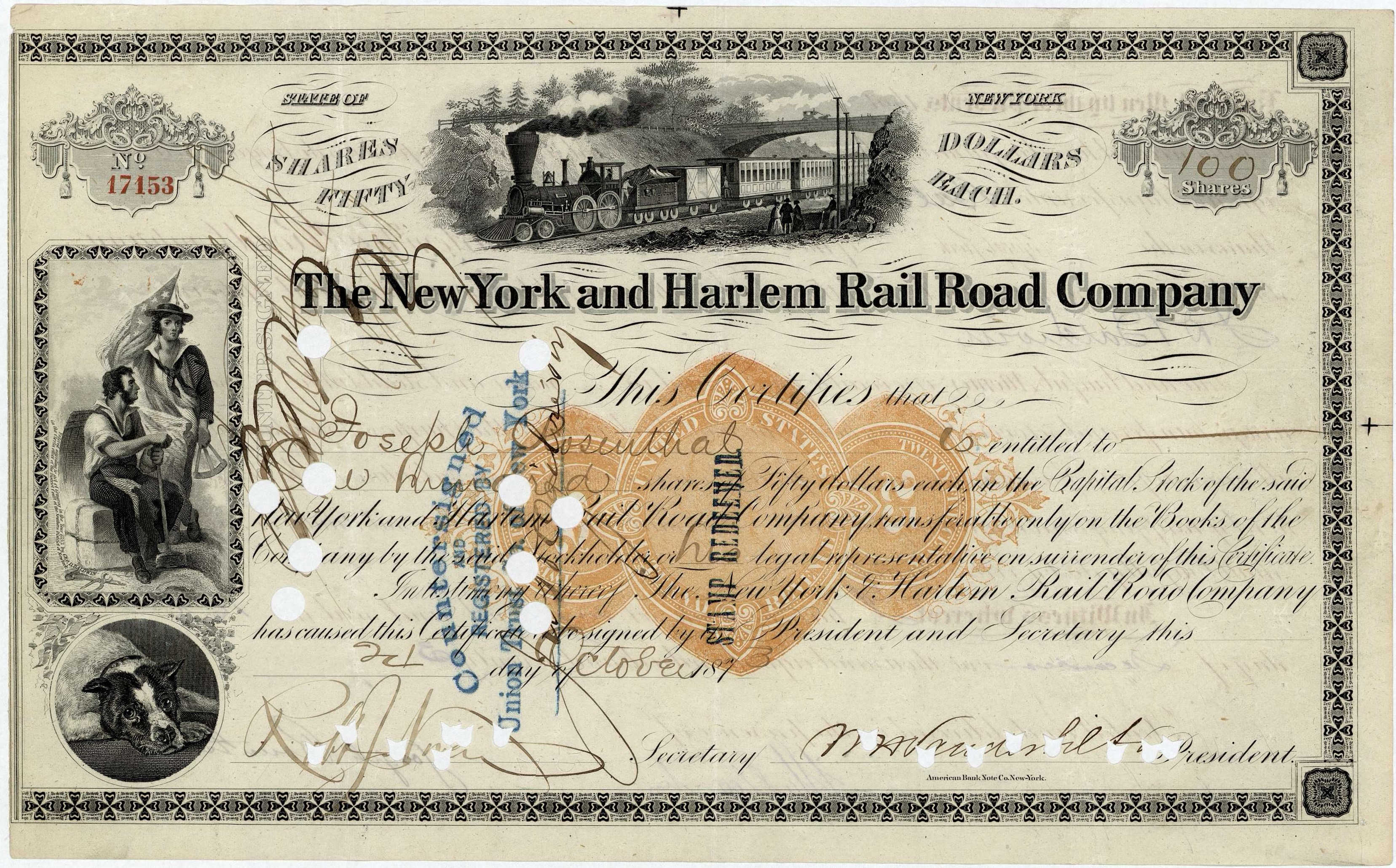
Aktie der New York and Harlem Rail Road Company vom 31. Oktober 1873, signiert von William Henry Vanderbilt als Präsident

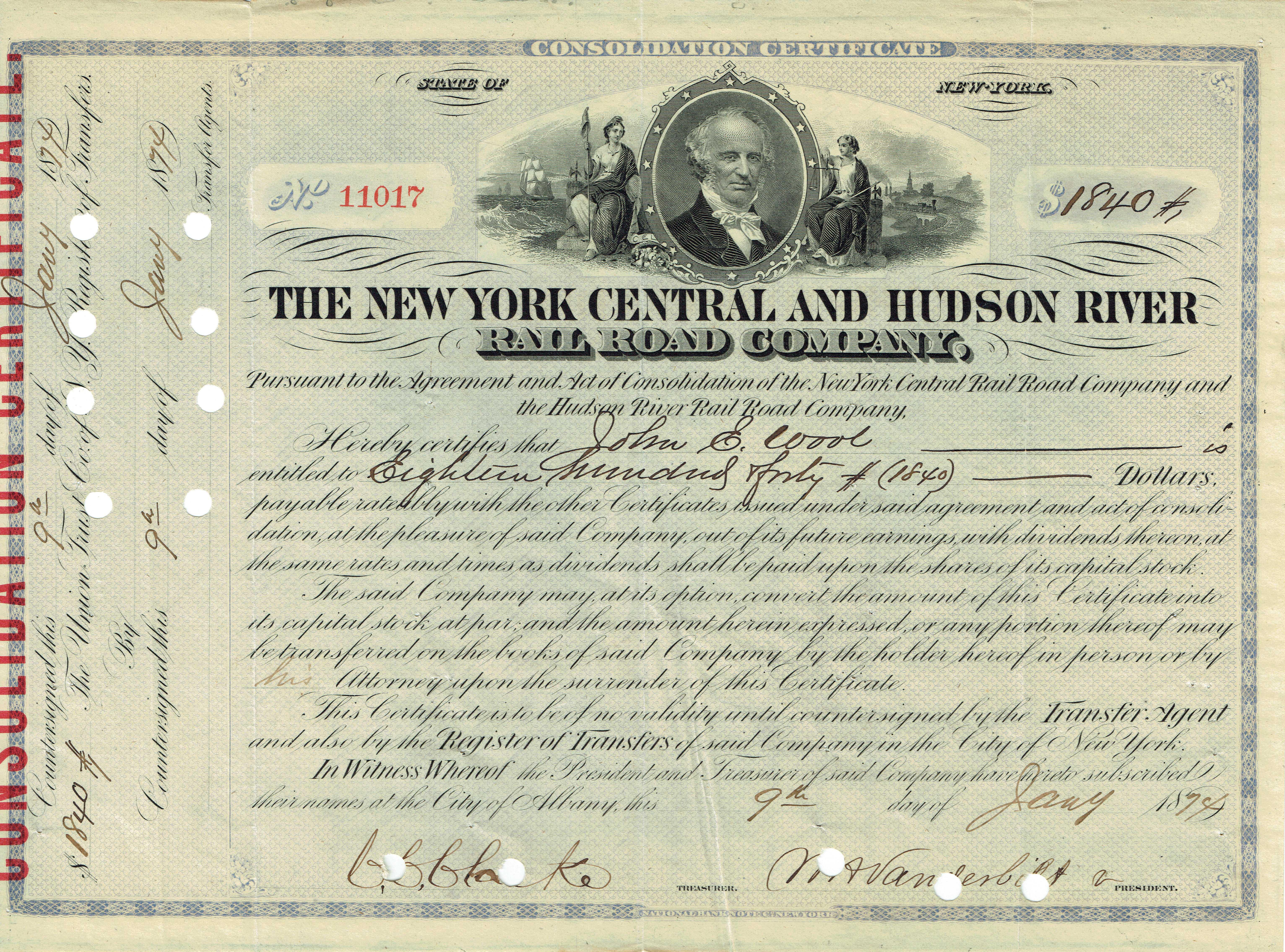
Consolidation Certificate der New York Central and Hudson River Rail Road Company vom 9. Januar 1874, signiert von William Henry Vanderbilt als Präsident

- Chicago, Burlington and Quincy Railroad
- Chicago and Canada Southern Railway
- Detroit and Bay City Railroad
- Hudson River Railroad
- Hudson River Bridge
- Joliet and Northern Indiana Railroad
- Michigan Midland and Canada Railroad
- New York Central and Hudson River Railroad
- New York Central Sleeping Car Company
- New York and Harlem Railroad
- Spuyten Duyvil and Port Morris Railroad
- Staten Island Railway